# 馬英九二訪中國大陸
2024年（民國113年）4月1日至11日，中華民國前總統、中國國民黨前主席馬英九應中國大陸邀請，率領“大九學堂”青年學子訪問中华人民共和国廣東省、陝西省與北京市。期間出席祭軒轅黃帝陵大典“甲辰（2024）年清明公祭軒轅黃帝典禮”，并与中国大陆领导人、中共中央总书记习近平在北京人民大会堂会面。這是馬英九繼2023年以回湖南祭祖為名首度訪問中國大陸後，再次前往中國大陸訪問，也是马英九、习近平于2015年在新加坡首次会面后的第二次会面。

## 背景
2024年3月25日，馬英九基金會召開記者會，宣佈馬英九應中國大陸邀請，將於4月1日到11日率領“大九學堂”青年學子訪問廣東、陝西與北京，此行重頭戲為出席祭黃帝陵大典“甲辰（2024）年清明公祭軒轅黃帝典禮”。馬辦基金會執行長蕭旭岑介紹，馬英九將率領大九學堂青年學子參訪中華文化歷史景點與企業，並到中山大學和北京大學進行兩岸青年交流。
蕭旭岑指出，2023年3月馬前總統率「大九學堂」學子訪問大陸，對兩岸關係有極其正面的影響，也讓大陸民眾看到臺灣青年學子的活力。馬英九基金會去年7月邀請大陸5所高校，包含北京大学、清华大学、武汉大学、湖南大学與复旦大学的師生來訪，讓大陸青年學子更深入瞭解臺灣，也與臺灣民眾留下許多難忘的互動。這兩個重要的互訪，證明兩岸青年交流的效果與重要性。
大九學堂是馬英九基金會每年舉辦的青年營隊，為鼓勵青年學子關心國家、政治、經濟、文化等議題，透過交流講座與主題參訪，共同思考國家問題可能的解決方法，計畫對象為30歲以下國內大專院校在學大學生或碩士生的中華民國國民。
自2009年至2016年，為表達對中華傳統文化尊宗敬祖的重視，馬英九曾在任内于清明時節六度主祭“中樞遙祭黃帝陵”典禮。國民黨高層包括連戰、吳伯雄、江丙坤、林豐正，以及新黨主席郁慕明、親民黨主席宋楚瑜等都曾赴大陸黃帝陵祭祀。

## 行程安排
2024年3月25日，据馬英九基金會執行長、總統府前副秘書長蕭旭岑透露，此行團員為馬英九前總統、蕭旭岑、王光慈（第十二、十三任總統辦公室主任，總統府前專門委員）及邱坤玄（國立政治大學榮譽教授，國安會前諮詢委員）。此外還有一同隨團出訪的20名「大九學堂」學員。至於是否會見到中國大陸官員，蕭旭岑回應，“对方有什麼安排、如何接待，馬辦一向客隨主便”；26日，蕭旭岑強調，無論見任何人，馬英九將傳達臺灣民眾的心聲，希望兩岸交流，回到和平發展的繁榮時期，千萬不要發生戰爭，也希望兩岸人民要有善意，不要惡言相向。
3月26日，蕭旭岑接受廣播專訪時指出，此次到廣東省將參訪黃花崗七十二烈士紀念公園、翠亨村孫中山故居、中山大學，並强調此行主角是兩岸學生的交流，馬英九只是傾聽者。
| 時間    | 所在城市               | 行程 |
| ------- | ---------------------- | --- |
| 4月1日  | 桃園 → 深圳            | 乘機（中國南方航空CZ3088班機）由桃園到深圳 抵達深圳後前往大疆公司總部參訪，然後轉往騰訊濱海大廈參訪，傍晚6點在深圳五洲賓館與中共中央台辦主任宋濤會面 晚餐後前往人才公園觀看無人機表演、平安金融中心等景點 |
| 4月2日  | 深圳、中山、珠海、廣州 | 前往比亞迪公司參觀，之後轉往孫中山故居、港珠澳大橋等地參觀 晚上轉往廣州，在白天鵝賓館和中共廣東省委書記黃坤明會面                                                                                         |
| 4月3日  | 廣州 → 西安（咸陽）    | 上午前往黃花崗七十二烈士墓園祭拜，之後參訪黃埔軍校舊址 下午參訪中山大学广州校区南校园並與師生交流 之後，前往廣州白雲國際機場搭乘中国南方航空CZ3203航班，當晚飛抵西安                                      |
| 4月4日  | 延安、西安             | 上午在黄陵县黃帝陵出席祭黃帝大典 下午參訪隆基綠能總部，晚上在陝西賓館與中共陝西省委書記趙一德會面 |
| 4月5日  | 咸陽、寶雞、西安       | 上午參觀位於咸陽杨陵区五泉镇馬援祠和楊淩智慧農業示範園，下午前往陝西扶風馬援墓尋根及參觀法門寺 晚上遊覽西安城牆                                                                                           |
| 4月6日  | 西安                   | 上午參觀秦始皇兵馬俑博物館，下午參觀中國國家版本館西安分馆，晚上夜遊大唐芙蓉園 |
| 4月7日  | 西安 → 北京            | 上午參觀陝西歷史博物館、西安大慈恩寺大雁塔，下午從陝西乘坐高鐵抵達北京 抵京後，參觀國家大劇院並觀看音樂會                                                                                                 |
| 4月8日  | 北京                   | 上午參訪盧溝橋、抗戰館、下午參訪北京故宮博物院 晚上在北京飯店18樓頂樓會議廳與中共北京市委書記尹力會面和參訪國家速滑館和國家體育場                                                                         |
| 4月9日  | 北京                   | 上午登八達嶺長城遊覽，下午前往北京大學交流 |
| 4月10日 | 北京                   | 上午参访中国空间技术研究院，下午3时在人民大会堂慣例舉行國賓接待的「東大廳」與中共中央總書記習近平會面 晚间中共中央政治局常委王沪宁于钓鱼台国宾馆设宴宴请马英九                                            |
| 4月11日 | 北京 → 桃園            | 乘機（中國國際航空CA185班機），由北京飛返桃園 |

### 第一天：4月1日
登機前夕，馬英九在桃園機場出發前表示，希望在當前兩岸情勢緊張時，傳遞台灣人民愛好和平，希望兩岸交流避免戰爭的心聲，此行既是和平之旅也是友誼之旅。對此，獨派團體908台灣國運動理事長陳峻涵再次率眾至桃機停車場外抗議，在演說中稱“希望他不要做出賣台灣的行為”，不過此次改以舉布條方式並未再度爆發肢體衝突。下午14時6分，中國南方航空CZ3088班機降落深圳寶安國際機場，中共中央台辦聯絡局局長楊毅、中共中央台辦副主任潘賢掌、廣東省台辦主任鍾揮鍔等人在場迎接。

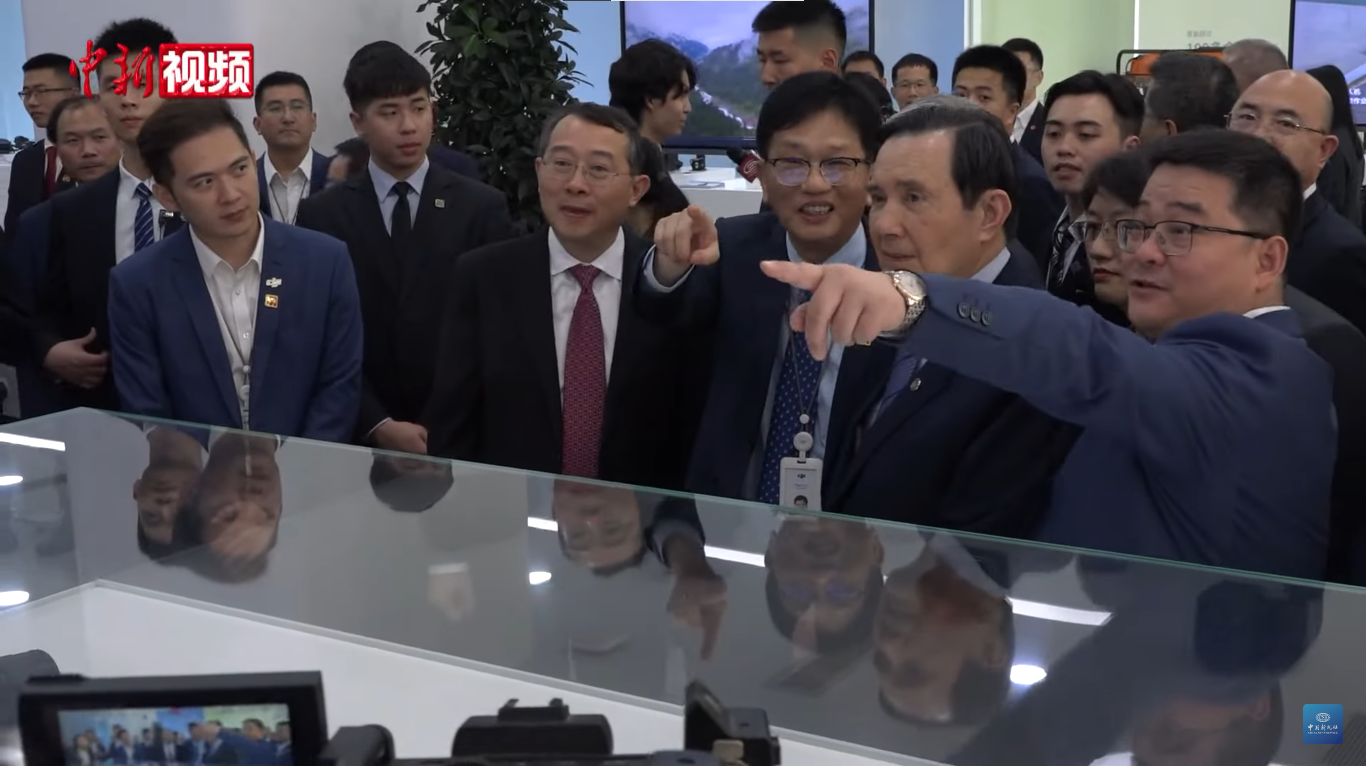
马英九抵达深圳后随即赴大疆创新科技有限公司参观

抵達深圳後，馬英九第一站為大疆公司，由公司總裁、出生於台灣并与马英九同为國立台灣大學校友的羅镇華親自接待，現場作陪的還有中共中央台辦副主任潘賢掌、中共深圳市委常委兼統戰部部長王強等地方官員；隨後他前往騰訊總部參訪，總裁馬化騰親自迎接並陪同參訪。

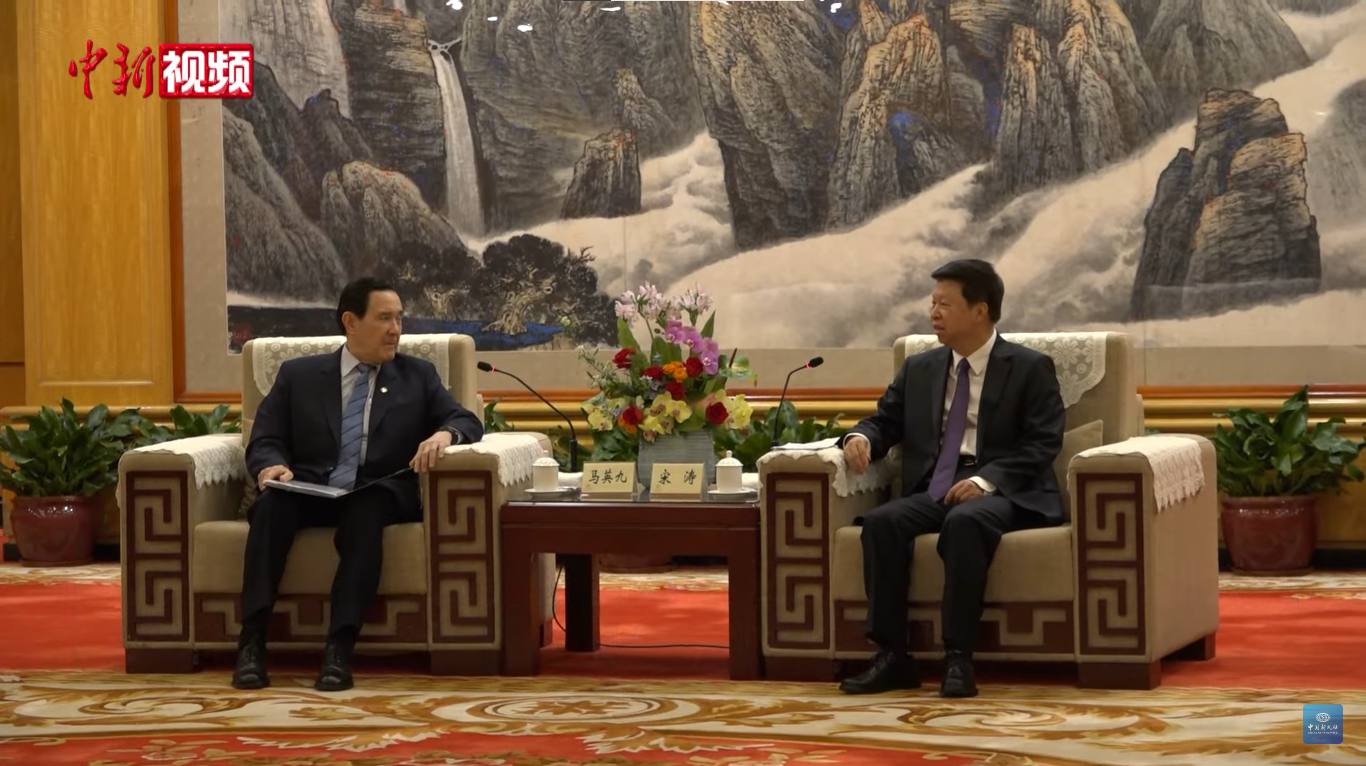
中共中央台办主任宋濤在五洲賓館會見馬英九

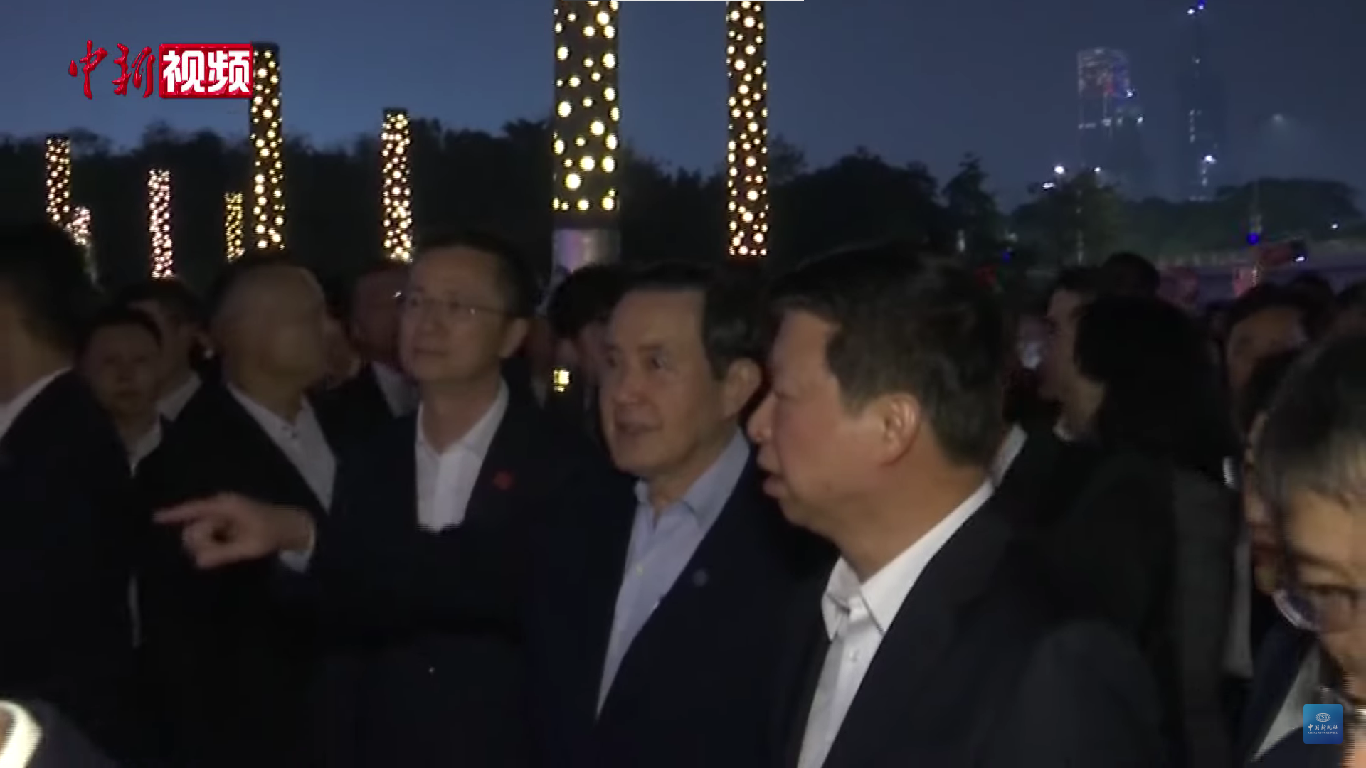
马英九和学生前往深圳人才公园观赏无人机表演

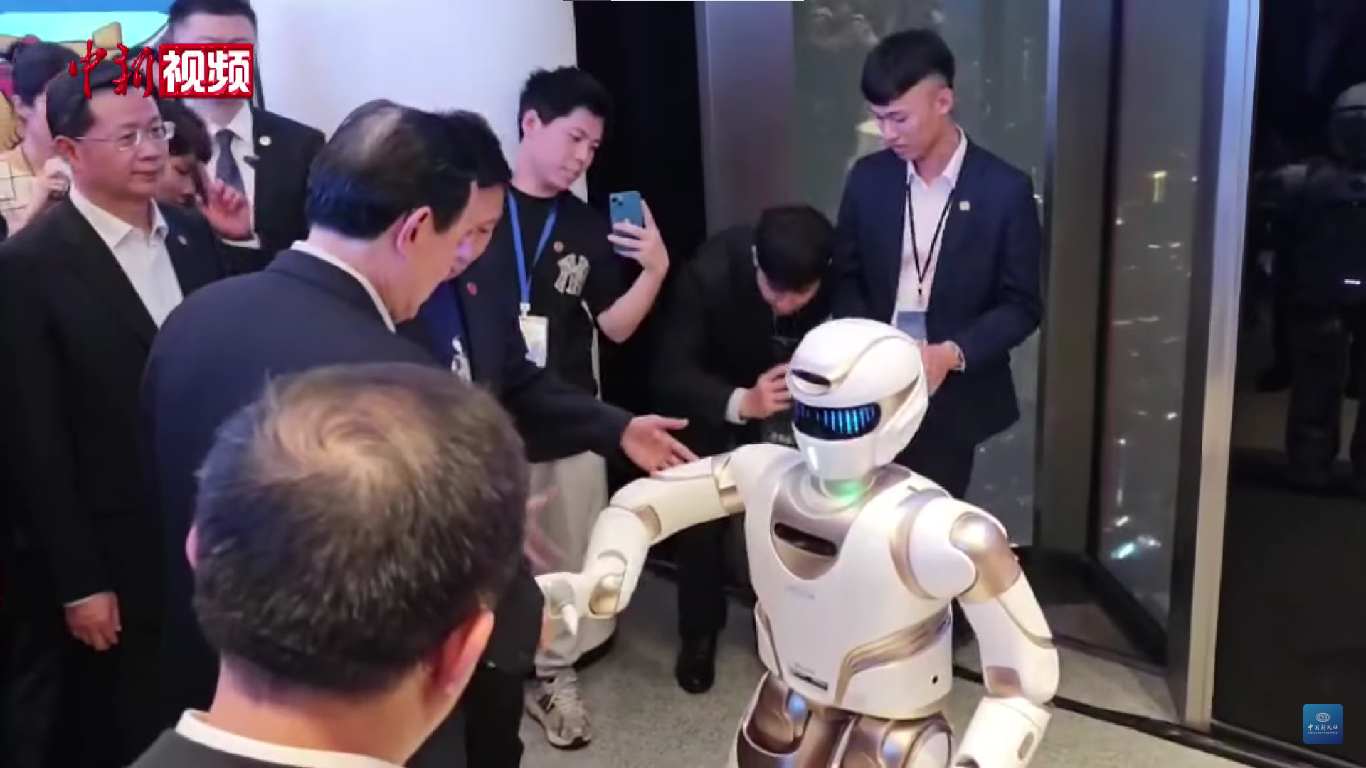
马英九到平安金融中心参观，与优必选科技机器人握手

傍晚6時，中共中央台辦主任宋濤在五洲賓館會見馬英九。宋濤強調，兩岸都是一家人、中國人，「兩岸同胞家和萬事興」，應共同承擔起振興民族的責任。宋濤表示，很多台灣青年朋友第一次到大陸，希望在接下來的行程中，他們「能用心感悟歷史的變遷和民族的進步，用心體會大陸經濟社會發展的成就，用心去感受做一個中國人和民族復興的自豪感」。馬英九在發言時則表示，任內達成兩岸堅持「九二共識、反對台獨」的共同政治基礎；兩岸關係要和平穩定，才能確保兩岸人民的福祉。他亦感謝宋濤於2023年的款待，讓他感受到兩岸之間「血濃於水，同氣連枝」，特別要感謝陸方的誠意與善意。飯後，馬英九和學生前往深圳人才公園觀賞無人機表演。

### 第二天：4月2日

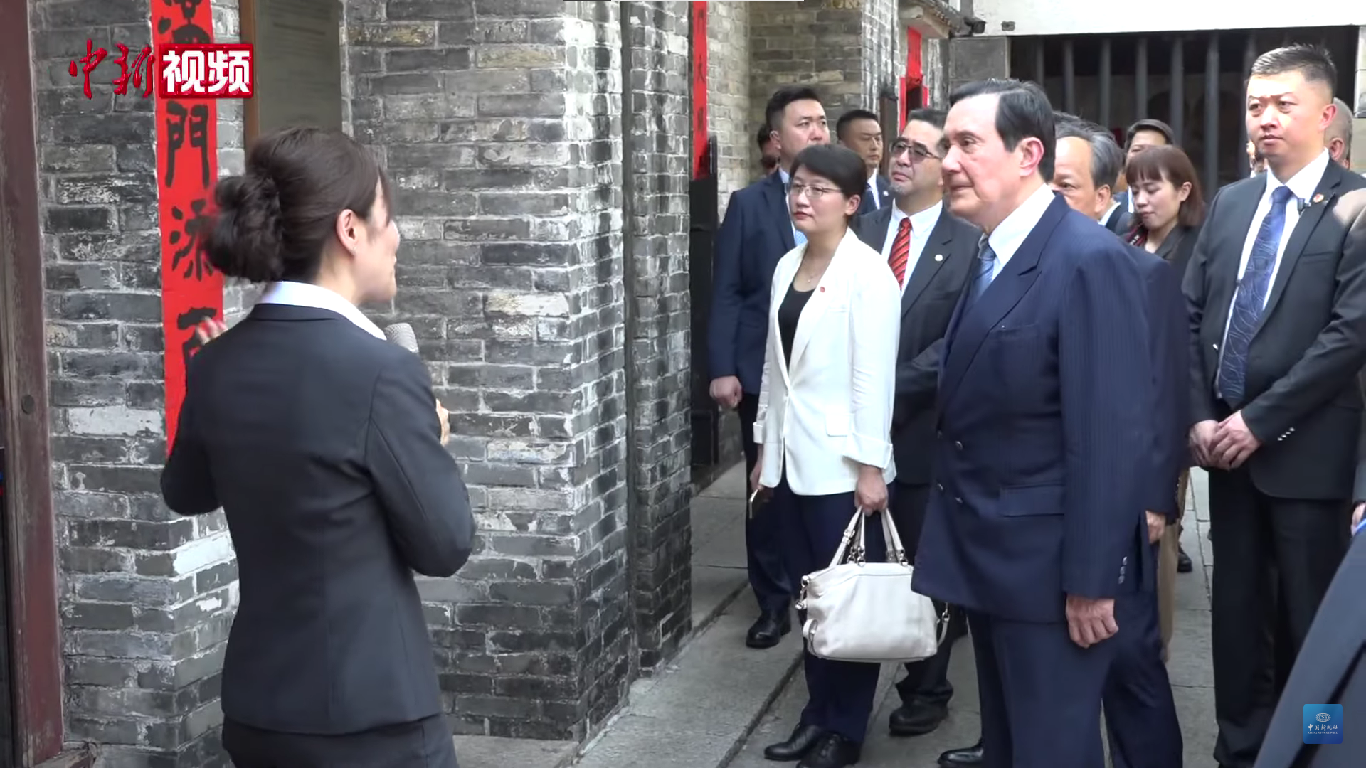
马英九赴翠亨村孙中山故居参观

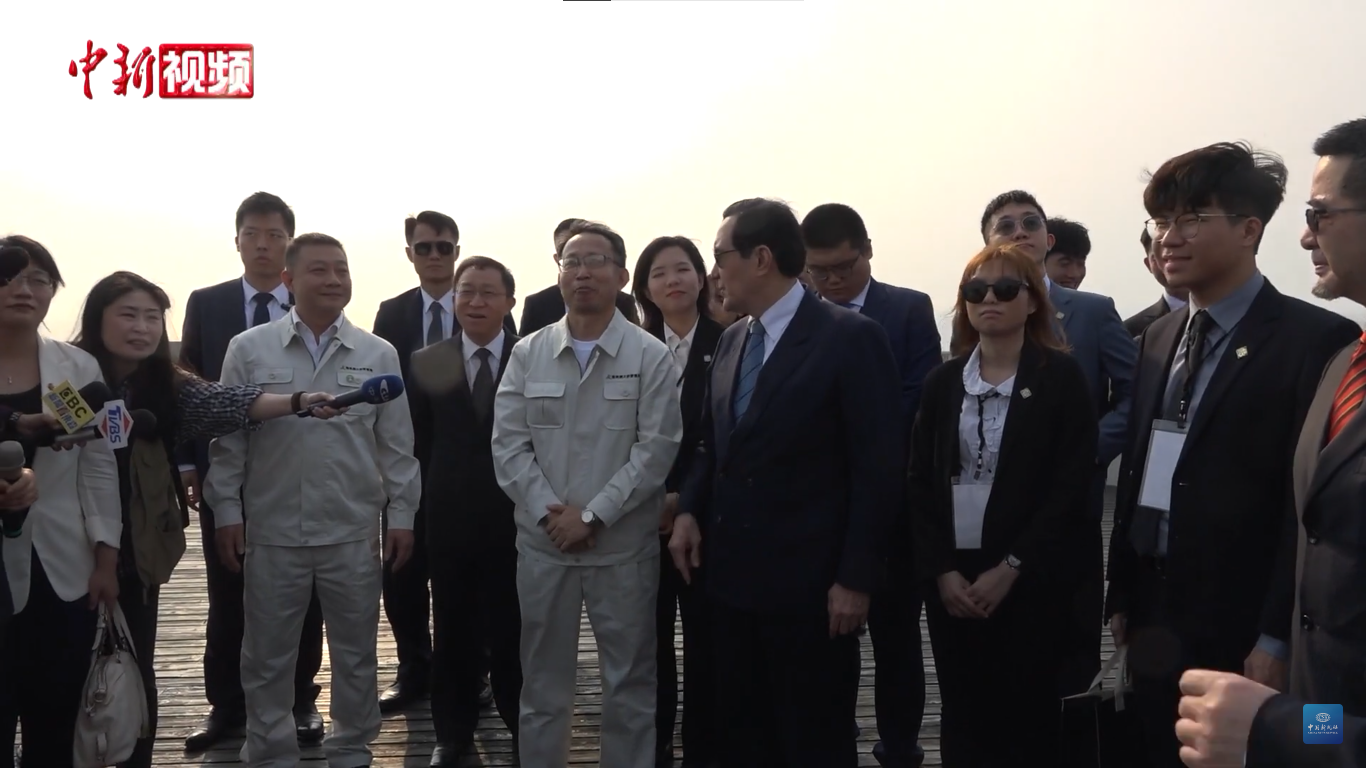
马英九参观港珠澳大桥

2日早上，馬英九等人在中共中央台办主任宋涛的陪同下前往全球電動車巨頭比亞迪坪山總部參訪，由公司副总裁王杰接待。馬英九對比亞迪十分感興趣，問了不少問題，解說員也一一解答。下午，參訪團抵達中山市，參訪位於翠亨村的孫中山故居。在紀念館中，馬英九稱「中山先生對兩岸而言，都是影響千秋萬世的偉人」；並期許兩岸人民都能記得國父遺訓「和平，奮鬥，救中國」，深切期望兩岸應共同合作，避免戰爭，致力和平、奮鬥、振興中華，共創和平繁榮。場外有大量群眾圍觀，其中包括來自香港的小學、中學考察團、在粵台胞等。之後，參訪團轉往港珠澳大橋參訪。
傍晚，馬英九和參訪團抵達廣州，在白天鹅宾馆與中共中央政治局委员、中共广东省委書記黃坤明會見並接受其舉辦的晚宴。馬英九致詞時，稱廣東是引領中國20、21世紀發展的經濟大省，更提到廣東是「國父」孫中山的家鄉，也是革命的起點，希望兩岸共同努力，追求和平避免戰爭，致力於振興中華。廣東省委書記黃坤明則以清明節港人北上熱潮引申指，稱旅遊熱潮「體現了我們中華民族，我們香港，包括台灣、澳門，大家共同的文化基因，慎終追遠、敬重祖宗，更好的復興中華、振興中華。」

### 第三天：4月3日
3日早上，參訪團參訪黃花崗七十二烈士墓園，馬英九在致詞首先簡短關懷台灣地震，希望大家一切平安。而在發表感言時，馬英九一度激動哽咽。在致詞時，馬英九表示「國父孫中山先生領導同盟會在黃花崗起義，英勇犧牲的七十二位烈士，拋頭顱、灑熱血、慷慨就義，感動了無數人」，更特別指出有兩位來自台灣的烈士。他稱讚大陸方面將黃花崗維護得很好，甚至變成一座紀念公園，讓一般民眾可以來運動，一方面追思，一方面也讓這些歷史與生活緊緊地結合在一起，讓他覺得，黃花崗精神是生生不息地傳遞下去。他期盼這個「黃花崗精神」能夠不斷傳承，讓後代子孫，兩岸的中國人，都能永遠記得這些先聖先賢為我們的犧牲與奉獻。接著，馬英九參訪黃埔軍校舊址，參觀軍校校舍及觀看展覽。

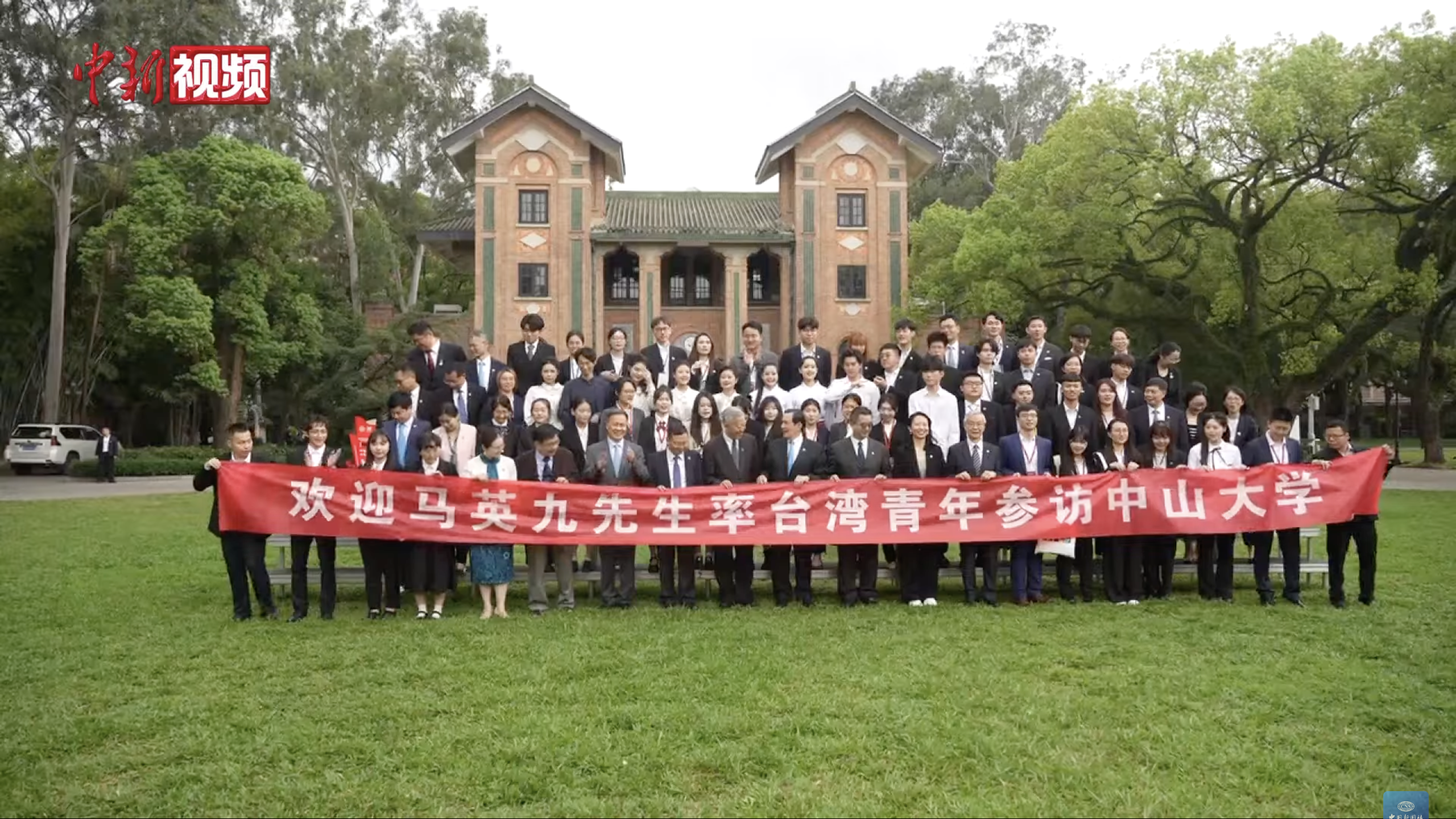
马英九及随行的台湾青年学生到访中山大学

下午，馬英九和其學生抵達中山大學广州校区南校园。在中山大學黨委書記陳春聲及校長高松的陪同下，馬英九一行参观了校内的孙中山纪念馆，并在怀士堂（小礼堂）与中山大学学生座谈交流。。馬英九表示，到訪中山大學他感到十分開心，亦格外親切，因為在台灣高雄也有一所中山大學，且兩校已結為姊妹校。他表示兩岸同學們因為語言相通、年齡相仿，交流起來是「渾然天成、欲罷不能」。馬英九亦強調，推動兩岸學生交流，是此行最重要的初衷，也是未來努力的目標。他邀請中山大學的師生回訪台灣，承諾屆時會親自陪著大家一起到台灣各地走一走，體驗一下台灣的風土民情。
结束中山大学的交流后，马英九一行前往广州白云机场搭乘中国南方航空CZ3203航班，于当晚7时24分降落西安咸阳国际机场。

### 第四天：4月4日

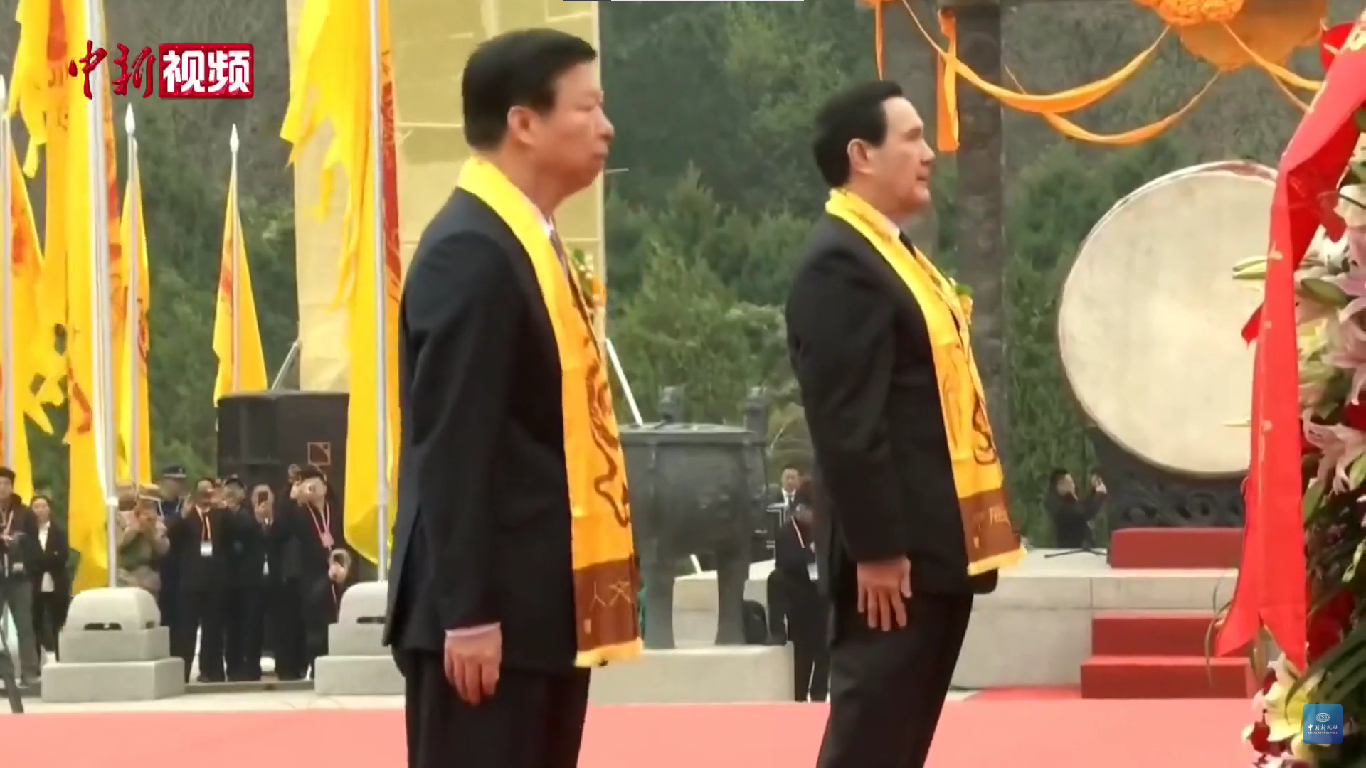
马英九出席清明公祭轩辕黄帝典礼

4日早上，馬英九率青年在陝西省黃陵縣黃帝陵參加「甲辰（2024）年清明公祭軒轅黃帝典禮」。這是他首次實地祭拜中華人文始祖，在此之前他已多次在台北主持「遙祭」典禮。祭典前馬英九由仇開明陪同參觀黃帝陵，並上香、植樹，在祭典結束後，馬英九與宋濤參觀黃帝手植柏樹。在致詞時，他提到日軍侵臺，以及最後結尾炎黃子孫時，因過度激動忍不住兩度哽咽。在發表講話時，馬英九表示，「黃帝軒轅氏是中華民族共同的始祖，自己過去曾在台灣六度遙祭黃帝，今次能帶台灣青年學子到陝西親自祭祀黃帝陵，深感意義重大」；他又認為「無論是何黨派，都共奉黃帝做為我中華民族炎黃子孫共同的始祖」，「慎終追遠、飲水思源，是中華民族建立數千年優良傳統的重要根源」，也是台灣人民美德的一部分。

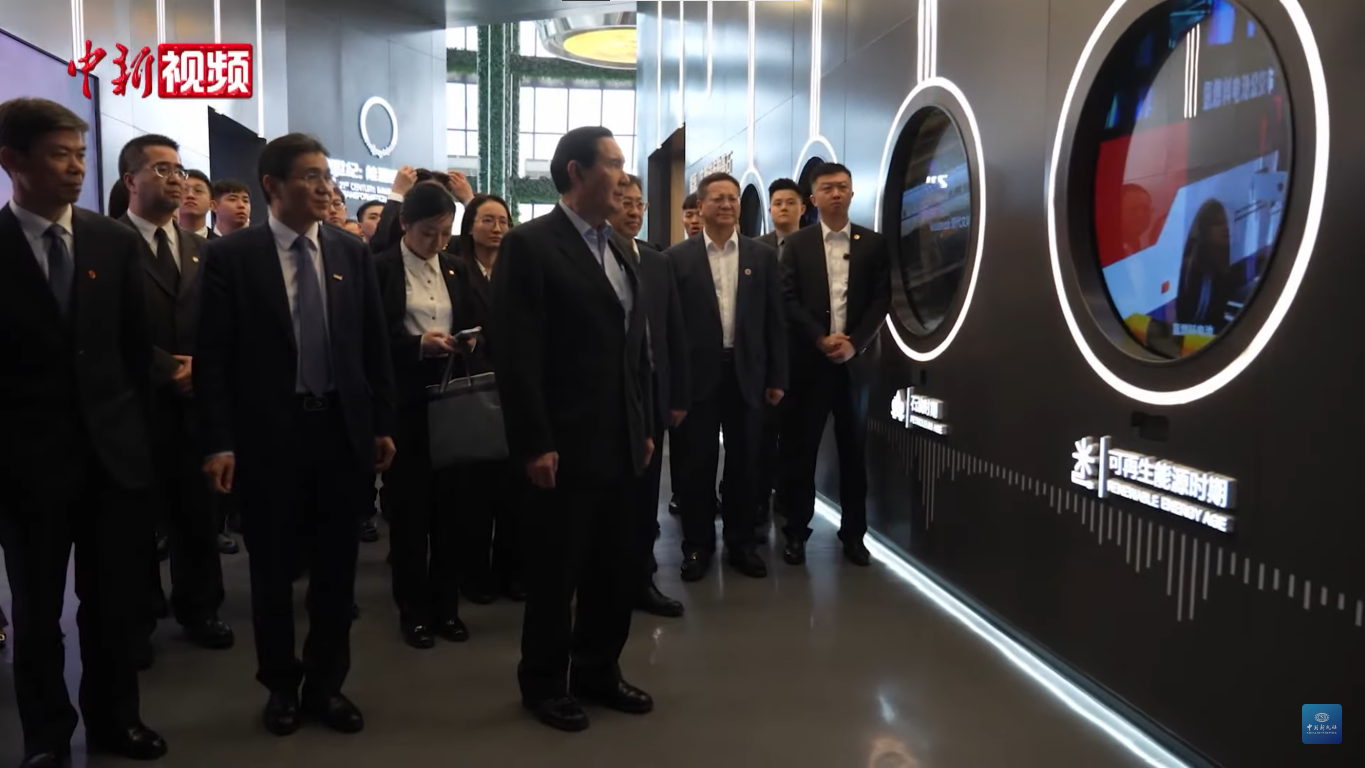
马英九参访隆基绿能

下午，馬英九與仇開明一行人參訪西安巿太陽電企業隆基綠能，馬英九對太陽能發電量、企業在新疆、沙漠地區光電效益等感到興趣，和隆基綠能董事長鍾寶申多次交流。
晚上，馬英九與中共陝西省委書記趙一德會見，期間趙一德對台灣地震受災的同胞，表示「深切的慰問」。台灣有綠委批評馬這時間不安排在台灣，互相都不關心花蓮地震，實際上雙方已經表達過關切與感謝。馬英九則在後續發言中，提到此次來陝西馬援祠尋根「難掩我心中的激動」，此行對他而言意義重大，兩岸的未來任重道遠。

### 第五天：4月5日

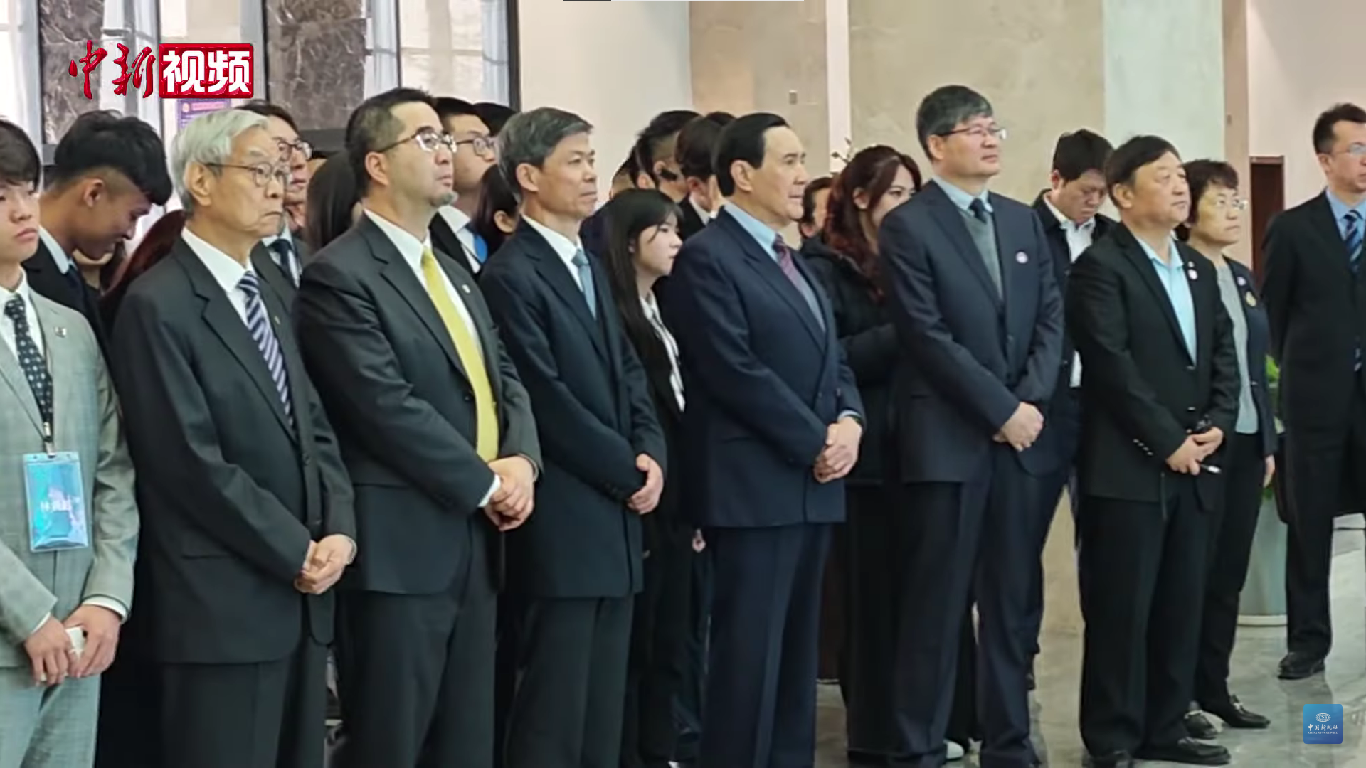
马英九赴杨凌示范区参观

5日上午，參訪團前往咸阳市楊陵區的馬援祠。為了迎接馬英九的到來，馬援祠半個月前開始翻新，包括紅色柱子、大門彩色裝飾圖案等；村民都很開心，可惜今天層級比較高，無法靠近，但他們都在四周等候，想一睹馬英九的廬山真面目。參訪團轉往楊淩智慧農業示範園，由西北農林科技大學教授鄒志榮負責解說，由於該園區規模相當大，過往執政時也力推農業政策的馬英九，不斷向鄒志榮詢問上合組織本身以及該組織在農業合作的成效。
下午，馬英九前往陝西扶風縣馬援墓祭拜，並和父親馬鶴凌親自種的樹旁邊合影。接著，一行人參觀位於陝西寶雞市的法門寺和其博物館，記者中午抵達時，發現並未清場或限制香客，許多民眾都不知馬英九即將來訪。廟方破例帶參訪團參觀了寺內平時不輕易對外展示的珍貴文物。馬英九展現高度興趣，甚至在聆聽香囊解說時，從西裝口袋裡掏出便箋寫筆記。馬英九在釋迦牟尼佛前祈禱「兩岸關係和平穩定」。住持也迴向馬英九「身體健康」。
晚上，在吃完晚餐後，在中共中央台辦副主任仇開明陪同下，馬英九和學生團遊覽西安城牆。

### 第六天：4月6日

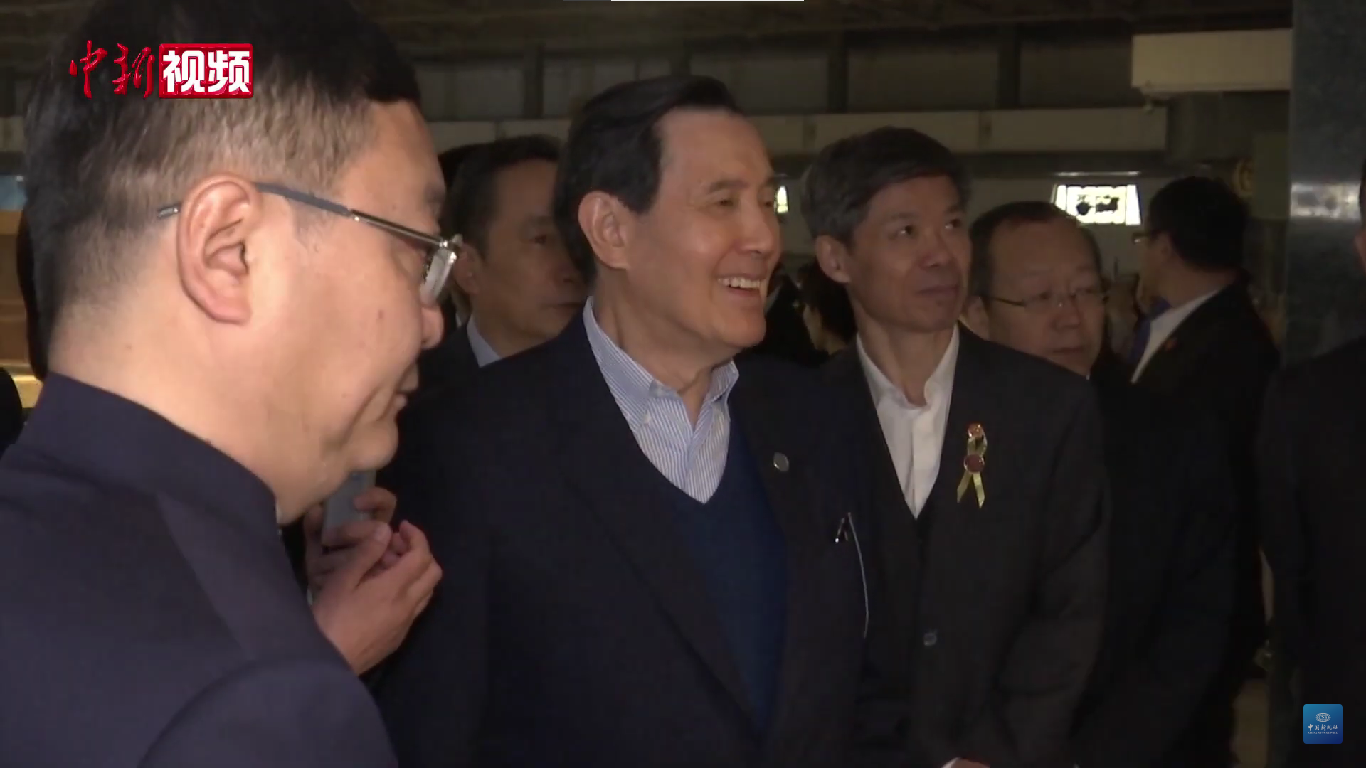
4月6日，马英九赴秦始皇兵马俑博物馆参观

6日上午，獲清場接待參觀秦始皇帝陵博物院兵馬俑博物館，由秦始皇帝陵博物院黨委書記、院長李崗參與解說。一行人先後參觀了一號坑、三號坑、二號坑。馬英九不僅對兵器還有戰車演變很感興趣，對不同兵種造型的觀察也非常入微。
下午，馬英九一行參訪西安國家版本館，由中國國家版本館館長劉成勇親自接待並導覽。館方除了展示《永樂大典》，還邀馬英九同看明朝嘉靖13年、公元1534年出版的《使琉球錄》，這是在相關歷史文獻記載中，最早有關釣魚台的描述。馬英九表示，這是研究釣魚台的人一定要讀的資料，從古籍裡證明了釣魚台不屬於琉球。馬英九發表演講時提到「中華文明是世界上唯一沒有中斷的古文明，幾千年前的文字，我們後人現在都能辨讀。版本館能將這麼多古籍保存完好，對中華文明的傳播綿延，有不可滅的貢獻」，他又認為「中華文明的先進，即使經過千百年的時空變遷，仍能與現代生活相結合，所以文言文的古文並不落伍。」

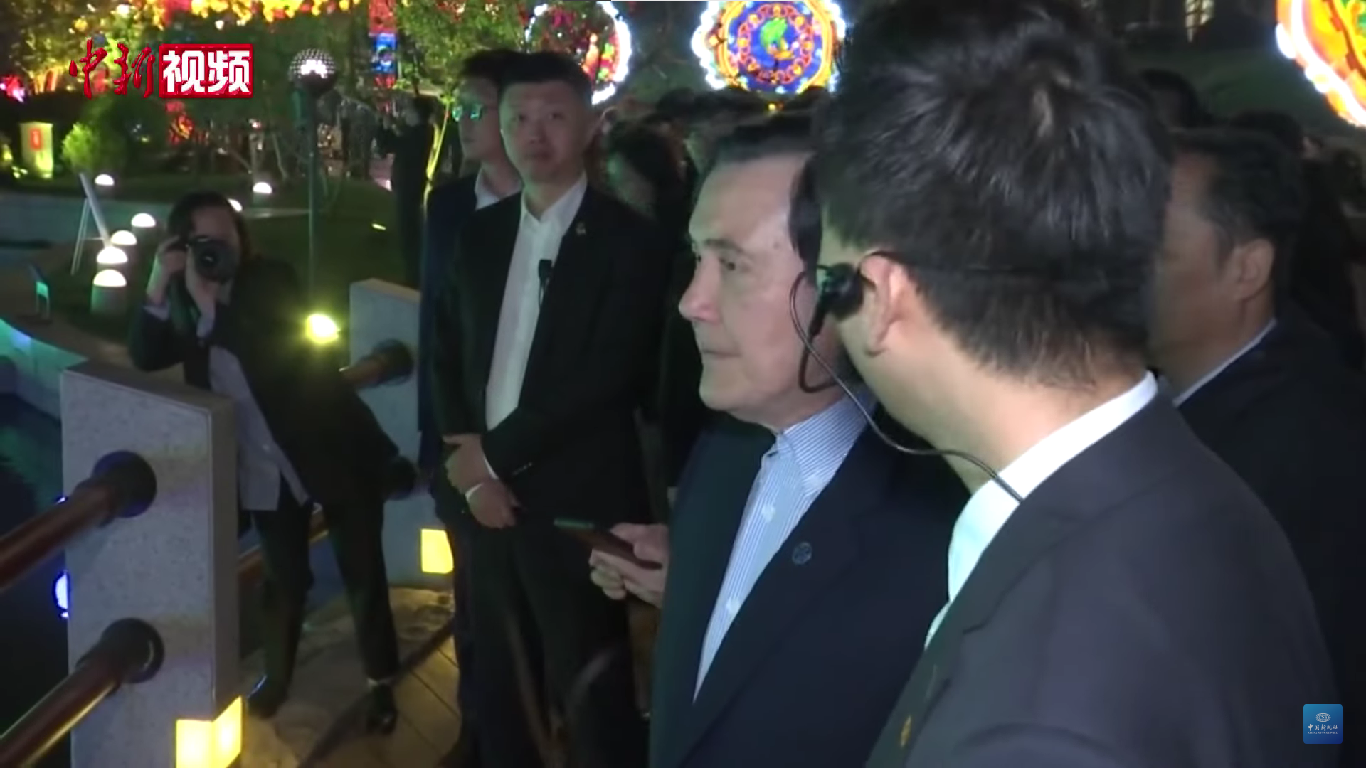
4月6日晚上，马英九赴大唐芙蓉园参观

晚上，參訪團乘坐景區觀光車遊覽位於西安的大唐芙蓉園，馬英九和群眾揮手示意。

### 第七天：4月7日
7日早上，參訪團參訪陝西歷史博物館，參訪結束後，馬英九發表心得指出，陝西行實際見證了中華文化五千年的禮樂文明。馬英九呼籲，努力保存這些典籍與文物，是兩岸人民共同的任務，這是兩岸可以共同享有的經驗，也證實了兩岸文化交流的重要。其後，馬英九前往大慈恩寺參拜；一行人在大慈恩寺遊覽途中，巧遇來自高雄的台灣遊客，對方高喊「馬總統」、「總統好」，馬英九親切與其互動並握手，創下馬英九訪陸遇台灣人互報家門的有趣情況。
中午12時多，馬英九一行人車隊在交警開道下驶入西安北站月台，并搭乘G872次高鐵前往北京。下午4時32分抵達北京西站，中共中央台辦副主任潘賢掌、北京市副市長夏林茂、北京市台辦主任霍光峰在場迎接，馬英九隨後搭乘停在月台上的巴士離去，下榻中国大饭店。
晚上，馬英九到國家大劇院參觀，並觀賞國家大劇院管弦樂團、國家大劇院合唱團的表演，晚宴由中共中央台辦主任宋濤作東。

### 第八天：4月8日

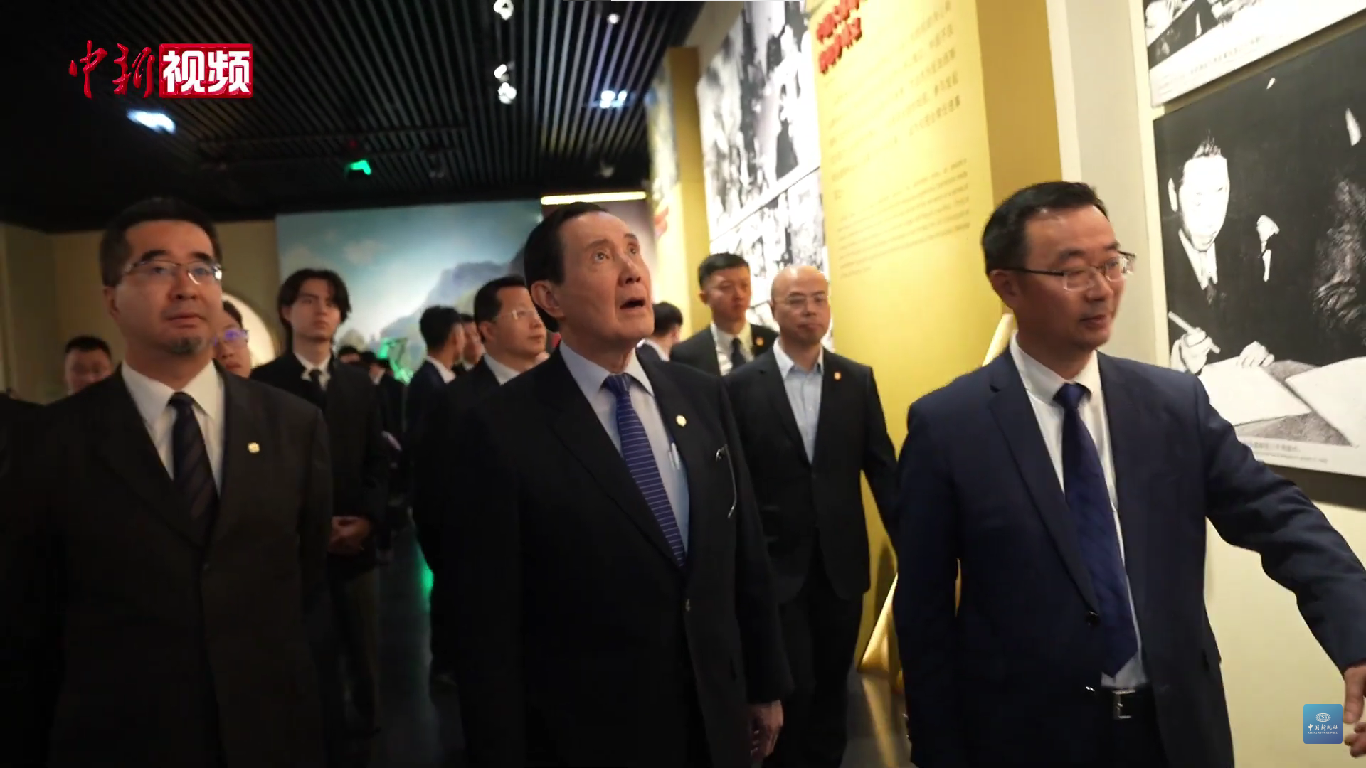
马英九参观中国人民抗日战争纪念馆

8日早上，一行人前往中國人民抗日戰爭紀念館。馬英九在參觀紀念館前就向博物館館長表示台灣人沒有缺席抗戰，參觀期間也特別向館方人員提到，抗戰勝利六十周年（2005年）之際，時任中共中央總書記胡錦濤曾指出「正面戰場是國民黨，敵後戰場是共產黨」，那段很精采。

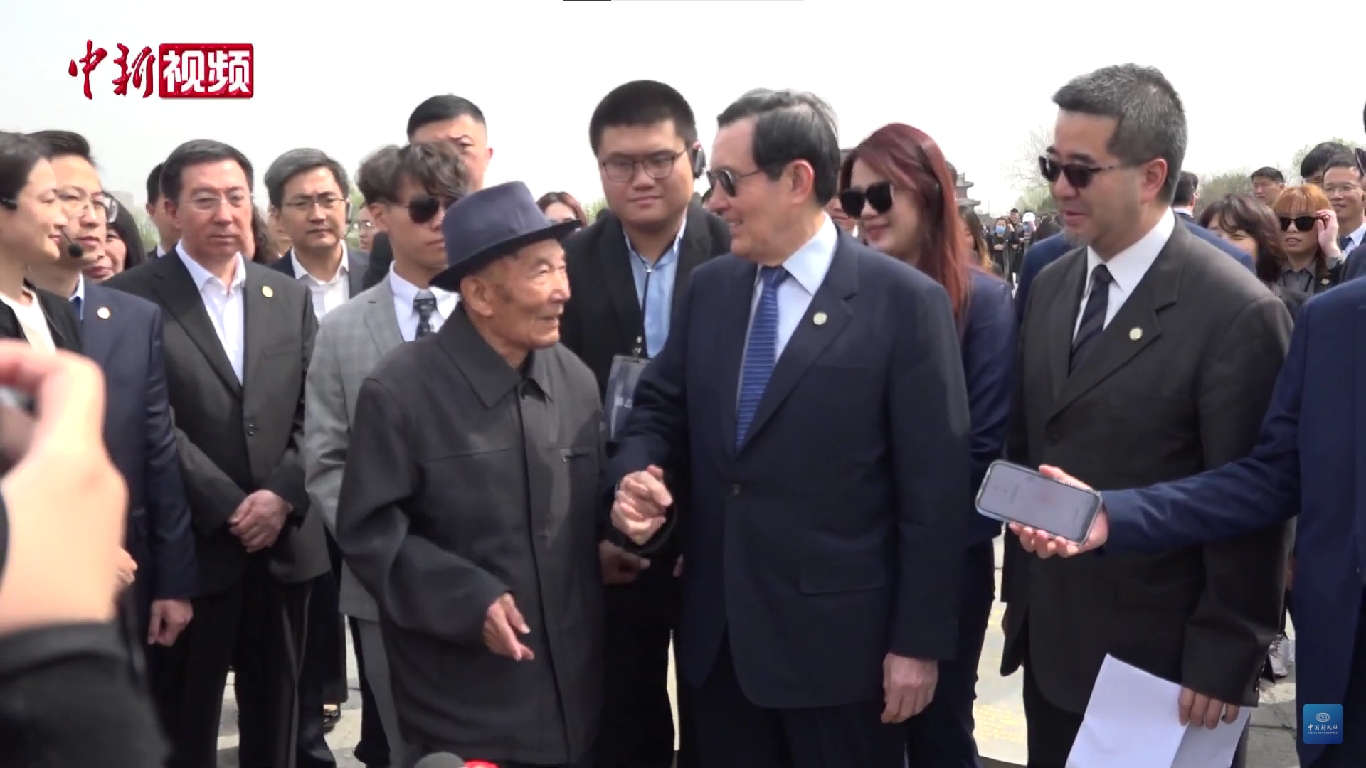
马英九参观卢沟桥，与七七事变亲历者郑福来交流

接著，參訪團參觀盧溝橋，大陸特意邀請七七事變親歷者、高齡93歲的鄭福來為馬英九等一行人分享當時逃難回憶。馬英九在盧溝橋致詞說「戰爭沒有贏家，和平沒有輸家。戰爭的錯誤或可原諒，但歷史的真相不能遺忘」；他亦指出「歷史是一面鏡子，我們必須告訴子孫，我們紀念抗戰，不是為了延續仇恨，而是要記取教訓，自立自強，振興中華。」；並呼籲後輩：「紀念七七事變、紀念抗戰勝利與臺灣光復的目的在於感念先烈先賢的奉獻犧牲；我們後輩必須牢記，歷史的錯誤不可再犯，身為炎黃子孫，我們必須學會和平解決爭端，為人類謀幸福，求和平。」
下午，參訪團參觀故宮博物院，由北京故宮博物院長王旭東親自導覽。此行馬英九獲得高規格待遇，不僅安排在閉館日遊覽，車隊更可由直接從西華門駛入。馬英九致詞時表示，「故宮象徵著中華民族，展現了中華文化的底蘊與歷代的氣象」，他亦特別指出，台北故宮文物源自北京紫禁城，是華夏文化的珍寶，兩岸故宮間的交流與合作具有重要意義。他又喊話直言「去中國化」行徑都不會成功。
晚上，馬英九在北京飯店18樓頂樓會議廳會見中共中央政治局委員、中共北京市委書記尹力。尹力致詞時先提到台灣強震，表示「對於受災的同胞表示慰問，北京市也願意提供必要的幫助和協助」；及後提到馬英九反對台獨，為推動兩岸關係和平發展，深化兩岸交流交往作出了重要貢獻。馬英九致詞時則強調，「過去兩岸有「九二共識」作為共同政治基礎，堅決反對「台獨」，才能擱置爭議、擁有互信、共創雙贏。在他任內，兩岸簽署了23個協議，實現三通直航，讓兩岸人民都受惠。尤其是ECFA，就是兩岸經濟合作架構協議，即使是民進黨政府也不敢貿然廢止，再次顯現了兩岸人民在經貿、生活上的實際需要，是政治切割不開的。」
飯後，參訪團夜遊國家體育場和國家速滑館。在「冰絲帶」參觀時，館方邀請他倒進一瓶水，這些水會循環流進製冰處，成為滑冰場地的一部分；在「鳥巢」時，馬英九則觀看夜景並打卡。行程結束後，還向守候在場館外的大批民眾高聲問好，並說「歡迎來台灣玩」。

### 第九日：4月9日

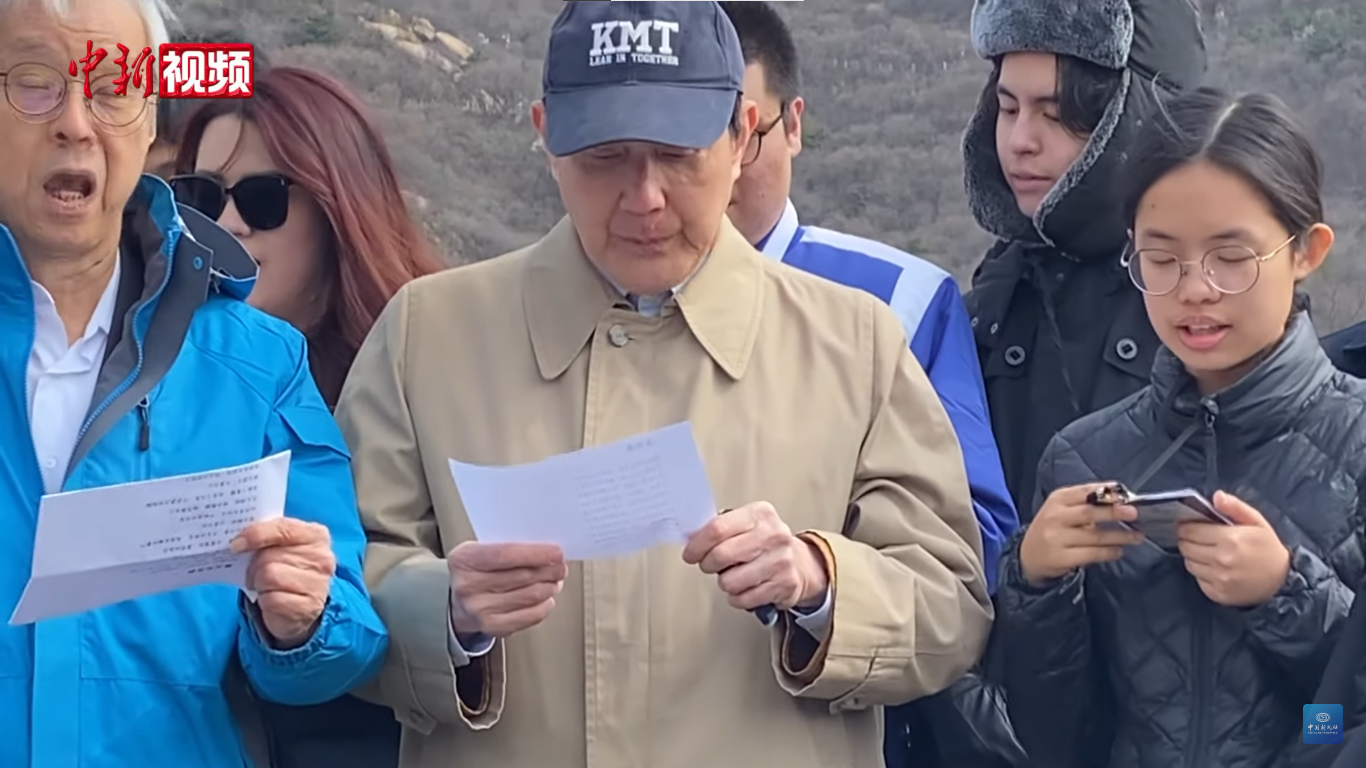
马英九在八达岭长城与青年学子高唱抗战歌曲《长城谣》

9日上午，一行人前往北京八達嶺長城，在長城上，馬英九率著青年學子高唱抗戰歌曲「長城謠」，並且數度眼眶泛紅哽咽。馬英九的長城行再度受民眾歡迎，他高喊「大家好！」有遊客再喊出「兩岸一家親！」台灣青年接受採訪時表示，最大的收穫是認祖歸宗，這是一個尋根之旅。

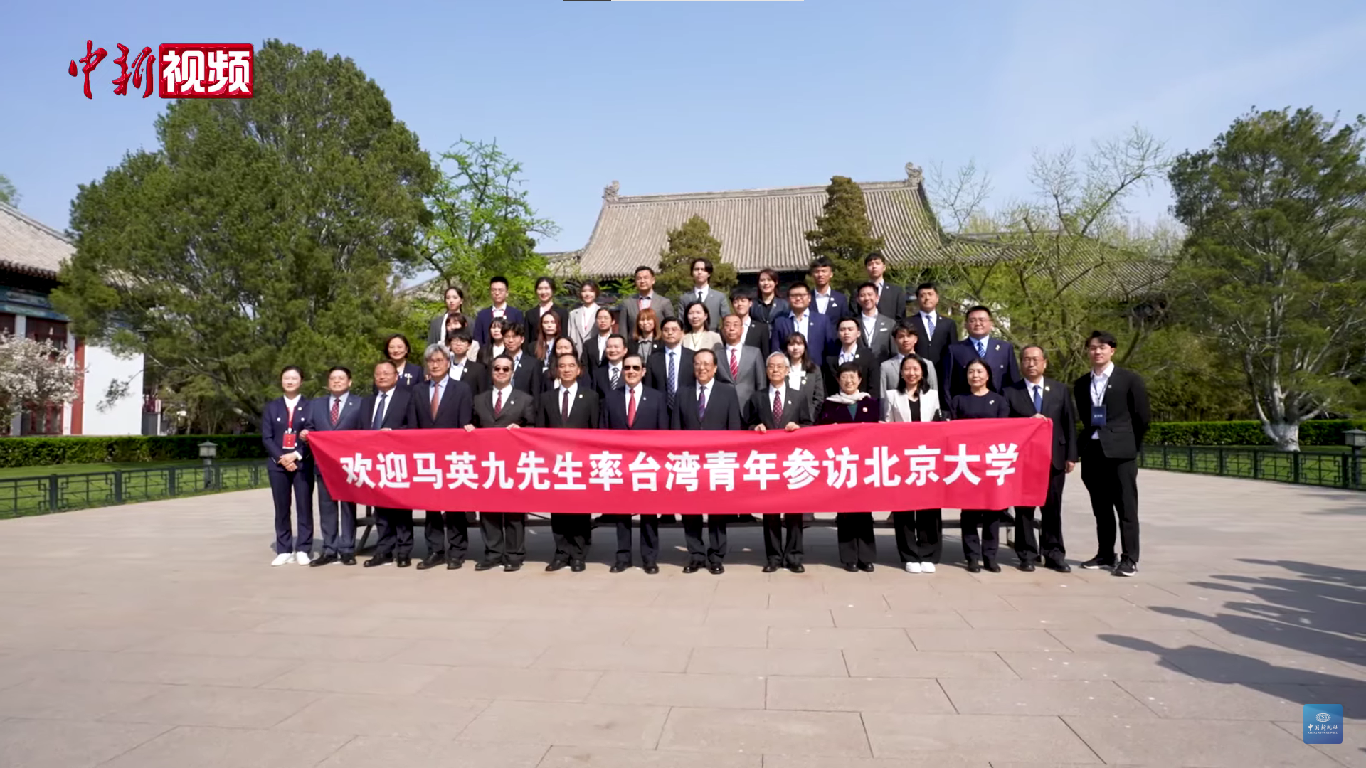
马英九及随行的台湾青年学生到访北京大学

下午，馬英九抵達北京大學進行交流活動，北大黨委書記郝平、校長龔旗煌、以及大陸奧運「乒乓球女王」丁寧陪同參訪校園。期間遇到來自臺灣的北大學生邀請馬英九「打太極」，馬脫下西裝外套一起「體驗」，並稱「覺得我武功有所進步」。隨後馬英九攜「大九學堂」學員和北大學生座談。馬英九讚譽「北大水準很高」：自己名字中的「英」字，只有北大是寫對的，因為那個不是「橫」，是「點」。並稱「北大是戊戌變法產物、中華民族救亡圖存、興學圖強結果，盼兩岸年輕人未來能延續這份精神，兩岸間能和平奮鬥，振興中華。」在北大書記郝平、馬英九致詞後，雙方進行閉門座談、互贈禮物。馬此次只有致詞，并未公開演講。據悉馬英九本次帶「大九學堂」青年來北大交流，是實現去年的約定，當時北大前校長郝平帶領陸生訪台，兩人約好下次見面，因此今日安排也是好友再度重逢相聚。馬英九也當場再邀北大師生回訪臺灣，稱本次他也會親自陪著大家。

### 第十天：4月10日
下午四時，中共中央总书记习近平在人民大會堂東大廳会见馬英九一行 。習近平並先慰問花蓮地震台灣遇難者，隨後雙方在輪流致詞後即進行閉門會議。
致詞中，馬英九提及「九二共識」，並談到「1992年各自表述」的一中各表說法，還在談及講稿中的「中華民族」時一度說成「中華民國」。馬英九一開始以「習總書記」稱呼習近平，後改用「習先生」。馬英九提到，「最近兩岸情勢緊張，引發不少台灣民眾不安」，他引述魯迅所說，兩岸應該「一笑泯恩仇」。兩岸如果發生戰火，對中華民族都是不可承受之重，兩岸的中國人絕對有足夠的智慧和平處理兩岸爭端，避免走向衝突，兩岸在1992年以各自方式表述，堅持一個中國原則，未來兩岸應該確保人民福祉，堅持九二共識、反對台獨，求同存異擱置爭議，共創雙贏，共追求和平發展。馬英九強調，誠摯期盼兩岸互利共榮、攜手合作振興中華，讓中華民族在全世界面前抬頭挺胸。
習近平則以「馬先生」稱呼馬英九，談到堅持「九二共識」及「反台獨」，並強調「兩岸同胞都是中國人，任何心結都能化解，沒有問題不能商量，沒有什麼勢力可以把我們分開。」談及兩岸關係時表示「海峽的距離阻隔不斷兩岸同胞的骨肉親情，制度的不同改變不了兩岸同屬一個國家、一個民族的客觀事實，外國的干涉阻擋不了家國團圓的歷史大勢！」習近平稱「馬先生素有民族情懷，堅持九二共識、反對台獨，推動兩岸關係和平發展，促進兩岸青年交流，致力於振興中華，對此高度評價。他也強調兩岸同胞同屬中華民族，中華民族是世界上的偉大民族，創造淵遠流長，舉世無雙的中華人民。」習近平对4月3日花蓮縣7.1強震遇難同胞表示哀悼，更罕見表態「樂見大陸民眾多去祖國寶島看一看」。
除習近平以外，中國大陸方面出席者还有中共中央政治局常委、全国政协主席王滬寧，中共中央政治局常委、中央书记处书记、中央办公厅主任蔡奇，中共中央台辦主任宋濤、副主任潘賢掌。馬英九团队出席者还有馬英九基金會執行長蕭旭岑，前總統府專委王光慈，以及前國安會諮委暨政治大學東亞所榮譽教授邱坤玄。
本次會談消息，中国中央电视台新闻频道直到在下午4時03分才發布簡短快訊。此前，大陸官方未曾公布「馬習二會」的訊息。本次會面场地是在见面前才揭晓。这里也是2005年“胡连会”（胡锦涛与连战）的地点。
根據大陸方面安排，現場記者被要求「不可直播」、并在入场前沒收手機等通訊設備，結束後才能發稿。本次會談進行時間約為1小時，約莫在下午4點開始，馬英九一行4點56分乘車離開人民大會堂。10日當晚中國中央電視台《新聞聯播》頭條在報道「習馬二會」時並未提及馬英九的頭銜（儘管馬此行使用「中國國民黨前主席」的名義）。知情人士表示，馬英九在習近平面前說「一中各表」，這是台灣客人在大陸領導人面前首次。
晚上，王沪宁在釣魚台國賓館設宴為馬英九餞行。晚宴結束時，習近平跟馬英九說「歡迎你以後常常來。」報導稱，馬英九晚間由中共中央台辦副主任潘賢掌送回下榻的中國大飯店。馬英九下車時有人攙扶，略顯醉態。

### 第十一天：4月11日
馬英九上午接近7點時，在與中国大飯店總經理Stephan Kapek等一眾工作人員握手合影後，約莫在7點4分車隊前往北京首都機場，到最後一刻陸方仍保持高規格禮遇，并再度開到停機坪送機，此次訪團係搭乘中國國際航空CA185次早班班機返回台灣，大陸送機人員有中共中央台辦副主任潘賢掌、北京市副市長夏林茂、北京市台辦主任霍光峰、中共中央台辦聯絡局局長楊毅等人。而先上飛機的「大九學堂」學員，上機前與陸方人員擁抱道別，最後才是馬英九上機。正式結束近11天的訪問，飛機表定8點35分起飛，最後起飛時間是8點42分。
中午抵達桃園機場時，馬英九發表簡短談話，稱訪問大陸11天讓台灣年輕人深刻瞭解中華歷史文化，認識到即使和大陸政治制度不同，生活觀跟價值觀也不同，「但我們都是炎黃子孫，同屬中華民國」，接著則說「同屬中華民族」。馬英九還「希望台灣的年輕人，拋開意識形態，認識到台灣與大陸的歷史與文化連結，不是政治能切得開，更重要的是，兩岸的中國人，可以用和平方式解決爭端，只要有共同的政治基礎─九二共識，兩岸就可以繼續對話。」馬英九還提到，習近平認真聽取台灣年輕人的意見，也誠懇一一回覆，有表達大陸推動和平發展、共創兩岸福祉的決心，這對兩岸交流是很正面的訊息。

## 關聯討論

### 「馬習二會」
在馬英九將再次二度訪問大陸的消息傳出后，由於本次行程包含北京，馬英九是否會繼2015年新加坡與中共中央總書記習近平的首度會面后再次在北京會面，引發熱議。
2024年3月25日，在記者會上，群衆關注是否有望“馬習二會”。蕭旭岑表示，2015年在新加坡舉行的兩岸領導人會晤近9年後，「我們希望能再與老朋友碰面，但一切尊重大陸方面安排」。
3月26日，國民黨前立委蔡正元26日就表示，馬英九參訪北京，一定會和中共中央總書記習近平見面，是安排好的，他推斷「馬習二會是這次的重頭戲」。
3月27日 ，中共中央臺辦發言人陳斌華表示，陸方將妥善做好馬英九來訪的活動安排，歡迎他率團來訪，願意提供必要協助，也預祝馬英九此行一切順利。
3月27日，國民黨立委賴士葆則認為，馬習二會機率非常高，見面就代表兩岸重要的國家元首能坐下來談，是善意釋出，有善意就有得談；他强調只要兩人能夠達到「主權互不承認，治權互不否認」的共識，回到憲法的精神，此行就可以打100分。
27日，香港媒體《香港01》獨家經由北京消息人士確認，習近平與馬英九第二次會面「確定在計劃中」，且北京方面正在積極邀請台灣另外一位重量級政治人物登陸訪問，或將與習近平會面。北京消息人士指出，另一位台灣政治人物在馬英九此次率團訪陸之後，或將接力訪問中國大陸，也可能將與習近平進行會面。至於該名台灣政治人物是誰，由於還在積極接洽與邀請中，不方便明確告知，但可知「已卸任」，且「層級極高」。
28日，國民黨立院黨團書記長洪孟楷、副書記長徐巧芯、立委羅智強、羅廷瑋舉行「緩和緊張的兩岸關係，民進黨的對策在哪裡？」記者會。針對前總統馬英九訪陸行，洪孟楷表示正向看待可能的「馬習二會」，正向看待兩岸往更和平的方向前進，這是台灣目前的主流民意，要戰爭還是要和平，大家的選擇非常清楚，他相信馬前總統有為有守，以站在中華民國的立場、台灣2350萬人共同的福祉上，繼續向世界爭取必要權利跟主張。
4月1日，《路透社》引述3位知情人士的消息稱，「馬習二會」 已敲定，並將於8日進行。
6日，《聯合報》報道「馬習二會」不會於8日進行，具體時間仍有待官方通知；而《自由時報》則引述消息指出「馬習二會」將延至4月10日舉行，與美日峰會同日舉行。對此，曾任民進黨立委的時事評論員郭正亮認為，馬英九在北京有好幾天的時間，（和習近平會面的）彈性還蠻大的；如果沒有安排馬習會，馬英九不會獲邀前往北京。
8日，陸委會主委邱太三表示「兩岸只要有溝通交流，都是好事」。邱太三表示非常關注馬英九在大陸的行程，期待所有赴陸市民，不管是觀光旅遊或文化教育交流，都能夠順利地、平安地回來。關於馬英九在陸有否「自貶國格」作為的提問，邱太三強調，馬英九整趟行程定調是以私人身分前往，對岸也是以「先生」稱呼馬英九，沒有不妥。
9日，前國安會秘書長蘇起在廣播節目《POP大國民》認為，馬英九跟習近平是友好溝通，習近平傳達「不搞台獨就不用擔心」的訊號，馬英九則展現兩岸和平有另一條路，而美國總統拜登看見兩岸緩和也會松一口氣，因此美國也希望馬習二會能夠實現。針對馬習二會的談話內容，蘇起認為，他們的談話應該不太會脫離過去的框架，也不會有新的內容，但馬習見面本身就是一個訊號，現在除了兩岸，全世界、美國都很緊張，「所以他們能夠這樣見面，我覺得是一個好事。」當日，媒體指出中共中央總書記習近平10日下午將在人民大會堂會見馬英九一行。
9日，綜合《聯合報》、《中時新聞網》等台媒報道，「習馬二會」終於官宣。隨團台媒9日傍晚接獲手機簡訊，請記者10日上午7點和11點，到馬英九一行下榻的中國大飯店做嚴重特殊傳染性肺炎核酸檢測，並發放採訪證。從馬英九4月1日抵達中國大陸以來，隨團台媒已做了2次核酸。

### 罗森伯格會晤蔡英文
2024年3月28日，中華民國外交部政務次長田中光赴立法院外交及國防委員會報告「美國2024年大選過程對台灣及印太地區的衝擊及影響」，其間被問及馬英九即將訪問中國大陸，正逢美眾議院軍事委員會情報暨特種作戰小組主席柏格曼訪台會晤蔡英文總統，兩者是否有關。對此田中光表示：“並沒有直接關係”。
2024年3月31日，美國在台協會（AIT）主席罗森伯格同美国国务院亚太局资深顾问罗峻平抵台访问一周。4月1日，羅森伯格在台北會見蔡英文時表示，台海和平及穩定攸關美國與台灣的共享利益，美國期待台灣持續維持現狀，反對「臺獨」。

## 各方反應

### 中华人民共和国（中国大陆）
2024年3月25日，中共中央臺辦發言人陳斌華表示，“歡迎馬英九先生率團來訪，希望兩岸同胞共同傳承弘揚慎終追遠、飲水思源的中華優秀傳統文化，促進包括兩岸青年交流在內的兩岸各領域交流合作，增進相互瞭解和心靈契合，推動兩岸關係和平發展，造福兩岸同胞，共促民族復興”。
2024年3月27日，廈門大學台灣研究院長李鵬於表示，馬英九這趟赴陸在時間點、率青年學子到訪等選擇上頗具深意：
- 清明節為中華民族傳統節日，慎終追遠是中華文化傳統美德，參加清明公祭軒轅黃帝典禮，「是海內外中華兒女尋根問祖的情感寄託，是中華文明的精神標識」。不管是去年湖南祭祖，或是今年參加祭祀軒轅黃帝，這個舉動表明了，「兩岸同胞同屬中華民族，都是炎黃子孫，與島內的『台獨』分裂勢力數典忘祖形成了鮮明對比」；
- 青年是兩岸的未來、希望，更是推動兩岸關係和平發展的生力軍。馬英九為兩岸交流做表率，也是希望更多的台灣青年不僅要當「首到族」，更要做「常來族」。

2024年4月10日举行的中共中央台办例行新闻发布会上，針對记者提问對「马英九表示未来两岸青年交流还有很大发展空间」做何評價時，中共中央台办发言人朱凤莲应询表示，「马英九先生两次率台湾青年来大陆参访交流，并邀请大陆5所高校师生赴台交流，为推动两岸青年交流作出了重要贡献，我们对此充分肯定。」

### 中華民國（臺灣）
2024年3月25日，國民黨立委賴士葆表示，兩岸關係相當緊張，有人願意推動兩岸交流是好事，況且這還是為年輕人辦的文化交流，馬英九又是前總統，必然很有意義；他認爲，馬英九此行是一個學術計畫，沒有太多政治意涵，政府應該鼓勵這類訪問，增加善意交流，「民進黨不想做，也別阻止別人做」。
2024年3月25日，民眾黨立法院黨團副總召黃珊珊表示，馬英九訪陸已經不是新聞，不管是要去做什麼交流，都尊重他的選擇，對於希望兩岸和平的民眾來說，應該都希望兩岸不要發生衝突，可以多溝通當然是好事。
2024年3月25日，民進黨立院黨團幹事長吳思瑤稱，下一届總統賴清德將於5月20日上任，國民黨赴中參訪，時機略微敏感，然而民進黨尊重前總統馬英九要親自赴中的決定。
2024年3月25日，前國民黨立委蔡正元直呼「為馬英九喝采」，強調在兩岸情勢越往戰爭方向傾斜的時刻，馬英九訪陸可望“緩和大陸民間對臺灣的敵意，也有助於減緩大陸領導階層面對大陸武統民意的壓力”，更希望能打臉一群自以為能抵擋解放軍的人。
2024年3月25日晚，大陸委員會表示，關於馬英九赴陸交流活動，臺灣各界早有預期，對於現有公佈行程，政府給予尊重。政府維護臺海和平穩定政策立場一貫，任何兩岸間的交流互動均應秉持對等尊嚴、合於規範，促進相互理解，不應片面設定政治前提與終局。
2024年3月26日，行政院院長陳建仁表示，尊重馬英九的行程安排，會在安全保護上提供必要的協助，也希望馬英九在訪中過程中能謹記台灣民眾對於主權、民主、法治等價值的期盼。
2024年3月26日，台灣民眾黨主席柯文哲表示，馬英九也有一定高度，在對等尊嚴原則之下，他不會反對馬英九去，「總是有些事情還是要有人做。」他表示，自己目前沒有去大陸訪問的計畫，强調不要為了訪問而訪問，要去要有理由，現在目前沒有這個計畫。
2024年3月27日，國民黨立法院黨團總召傅崐萁表示，民進黨執政造成兩岸緊張、劍拔弩張，把兩岸推向戰火的邊緣，如何能夠緩和兩岸的緊張氣氛，是刻不容緩的議題 。馬前總統願意帶著青年世代到大陸去訪問，必須正面來看待。
2024年3月27日，國民黨立委賴士葆認爲馬英九正在幫助賴清德鋪一條路，幫助緩解兩岸緊張局勢。
2024年3月27日，國民黨副主席夏立言表示，國民黨一向支持兩岸交流合作，也促進台海和平穩定，樂見兩岸各式交流活動。馬英九現在雖無黨職，但在兩岸情勢緊張，能率團訪陸，要給予高度肯定，希望此行有助兩岸和平穩定。
2024年4月2日，時代力量中央黨部發表聲明稿表示，馬英九作為我國前總統，這樣的行為不僅嚴重傷害我國民主、自由的基礎，更嚴重違背了我國親美、抗中、保台的主流民意；時代力量表達嚴厲譴責，更嚴正呼籲馬前總統，在訪問期間應秉持對等溝通姿態，切莫為了個人私益繼續傷害國家利益。。

## 爭議

### 接待規格
2日，民進黨團幹事長吳思瑤受訪時認為馬英九從接機就被降格、矮化（如大陸方面只派中共中央台辦副主任接機，機場亦無紅地毯迎接）。參訪美國黑名單企業更成為中國統戰道具，對11天行程難以期待。
2日晚上，馬英九被邀請於白天鵝賓館（中國大陸第一家五星級酒店、用來接待國家元首級別政治領袖）和廣東省委書記黃坤明進行會面，中評社認為此番證明大陸方面對馬英九一行予以了最高禮遇。

### 參訪美黑名單企業
1日，馬英九和「大九學堂」學生參訪大疆創新、騰訊及比亞迪等科技企業後，民進黨立委陳冠廷認為，此舉不僅對台灣的國家利益產生負面影響，還向外界傳遞台灣支持中國大陸企業的錯誤訊息。馬英九基金會執行長蕭旭岑則對此反駁：「說什麼西方會有什麼錯誤解讀，根本是非常離譜的說法」；他亦呼籲年輕人不要有「把台灣閉鎖，故步自封的做法」。

## 註解
1. ↑  中华人民共和国官方媒体报道时，接访的中华人民共和国各级官员多使用中国共产党党内职衔。如称呼陈元丰、潘贤掌为中共中央台办副主任，而非国务院台办副主任。亦或将党职放在政府职务前，或亦笼统的称为“省领导”、“市领导”。